# Kikokugai: The Cyber Slayer
Kikokugai: The Cyber Slayer (鬼哭街 : The Cyber Slayer, litt. Rue des Démons) est un visual novel d'arts martiaux de type eroge créé par Nitroplus. Le scénario original a été écrit par Gen Urobuchi. L’œuvre est fortement inspiré des histoires de wuxia chinoises.

## Synopsis
Les progrès des sciences et des techniques, en particulier dans les domaines de la médecine et de la robotique, ont permis la création d'êtres humains augmentés, à la fois homme et machine, dans ce monde, les Triades contrôlent le trafic d'implants et de gynoïdes, des robots à l'apparence de femmes qui se vendent comme prostituées de luxe. Kong Ruili, femme des Triades, est violée par cinq hommes haut placés, et son âme est transposée dans le corps de cinq gynoïdes, contrainte à revivre l'enfer chaque nuit. Son frère, Kong Taoluo, assassin des Triades et maître des techniques d'arts martiaux internes, est laissé pour mort par ses camarades, un an plus tard, il revient à Shanghai pour venger sa sœur.